# 季沃齊克
47°5′11″N 29°41′57″E / 47.08639°N 29.69917°E
迪沃茨凱（烏克蘭語：Дівоцьке）是位於烏克蘭西南部的村莊，由敖德萨州羅茲季利納區的大米哈伊利夫卡市鎮負責管轄。該村始建於1867年，面積0.46平方公里，海拔高度180米，2001年人口65，人口密度每平方公里141.3人。